# Peter Michalovič
Peter Michalovič (né le 26 mai 1990 à Malacky, dans le district de Malacky et la région de Bratislava, alors en Tchécoslovaquie) est un joueur slovaque de volley-ball. Il mesure 2,00 m et joue attaquant. Il est international slovaque.

## Clubs
| Club                  | De        | À         |
| --------------------- | --------- | --------- |
| VK DHL Ostrava        | 2010-2011 | 2012-2013 |
| Top Volley Latina     | 2013-2014 | 2013-2014 |
| Sieco Service Ortona  | 2014-2015 | 2014-2015 |
| Callipo Sport         | 2015-2016 | 2016-2017 |
| Yaroslavich Yaroslavl | 2017-2018 | 2017-2018 |
| Nantes Rezé           | 2018-2019 | en cours  |

## Palmarès

### En sélection nationale
- Ligue européenne (1)
  -  : 2011

### En club
- Challenge Cup
  - Finaliste : 2014.
- Championnat de République tchèque (1)
  - Vainqueur : 2013.
  - Finaliste : 2011.
- Coupe de République tchèque (1)
  - Vainqueur : 2012.
- Championnat d'Italie - A2 (1)
  - Finaliste : 2016.
- Coupe d'Italie - A2 (1)
  - Vainqueur : 2016.